# دهستان زرین (اردکان)
زرین، دهستانی از توابع بخش خرانق شهرستان اردکان در استان یزد ایران است.

## جمعیت
براساس سرشماری سال ۱۳۸۵ جمعیت آن ۸۶۶ نفر (۲۸۹ خانوار) بوده‌است.